# Zoji La
De Zoji La (Hindi: ज़ोजि पास of ज़ोजि ला; Engels: Zoji La, Zoji Pass of Zojila Pass) is een pas over de Himalaya in het noorden van India. De pas verbindt de Kasjmirvallei in het westen met Ladakh in het oosten, en is onderdeel van de Leh-Srinagar Highway.
Hoewel de pas zelf maar 3528 meter boven zeeniveau ligt, is de weg veel gevaarlijker dan op andere, hogere passen in Jammu en Kasjmir. Dat komt doordat de Zoji La aan de natte kant van de waterscheiding ligt. Daardoor valt er ook meer sneeuw, zodat de pas grote delen van het jaar gesloten is. De weg loopt aan de Kasjmir zijde langs steile afgronden. Omdat de pas de waterscheiding vormt tussen het dorre Tibetaans Hoogland en de groene Kasjmirvallei, verandert het landschap van alpenweiden bij Sonamarg (aan de Kasjmiri zijde) vrij plotseling in kale rotsen aan de Ladakhi zijde. Ten oosten van de pas komt de weg in een breed dal bij het plaatsje Drass, daarna daalt de weg verder af naar Kargil. Tot Kargil loopt de weg vlak langs de Indiaas-Pakistaanse bestandslijn.